# Coppa del Generalissimo 1957 (hockey su pista)
La Coppa del Generalissimo 1957 è stata la 14ª edizione della principale coppa nazionale spagnola di hockey su pista. Il torneo ha avuto luogo dall'11 al 12 giugno 1957.
Il trofeo è stato vinto dall'Espanyol per la nona volta nella sua storia superando in finale il Barcellona.

## Squadre qualificate
- Barcellona
- Espanyol
- Femsa Madrid

- Parque Movil
- Reus Deportiu
- Sabadell

## Risultati

### Prima fase

#### Girone A
| Squadra      | Pt | G | V | N | P | GF | GS | DG |
| ------------ | -- | - | - | - | - | -- | -- | -- |
| Barcellona   | 4  | 2 | 2 | 0 | 0 | 5  | 1  | +4 |
| Sabadell     | 2  | 2 | 1 | 0 | 1 | 5  | 3  | +2 |
| Parque Movil | 0  | 2 | 0 | 0 | 2 | 3  | 9  | -6 |

| 11 giugno 1957 |     |              |
| Sabadell       | 5–2 | Parque Movil |
| 11 giugno 1957 |     |              |
| Parque Movil   | 1–4 | Barcellona   |
| 11 giugno 1957 |     |              |
| Barcellona     | 1–0 | Sabadell     |

#### Girone B
| Squadra       | Pt | G | V | N | P | GF | GS | DG |
| ------------- | -- | - | - | - | - | -- | -- | -- |
| Espanyol      | 3  | 2 | 1 | 1 | 0 | 3  | 0  | +3 |
| Femsa Madrid  | 2  | 2 | 0 | 2 | 0 | 0  | 0  | 0  |
| Reus Deportiu | 1  | 2 | 0 | 1 | 1 | 0  | 3  | -3 |

| 11 giugno 1957 |     |               |
| Espanyol       | 3–0 | Reus Deportiu |
| 11 giugno 1957 |     |               |
| Femsa Madrid   | 0–0 | Espanyol      |
| 11 giugno 1957 |     |               |
| Reus Deportiu  | 0–0 | Femsa Madrid  |

### Finale
| Barcellona 12 giugno 1957 | Barcellona | 1 – 4 | Espanyol |  |